# Центр військово-музичного мистецтва повітряних сил України

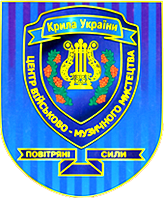

Центр військово-музичного мистецтва ПС — військово-музичний колектив ПС, призначений сприяти патріотичному, культурному та естетичному вихованню особового складу ЗСУ, пропагувати українське мистецтво та культуру в Україні та за її межами.
Розташування: м. Вінниця 61001, пл. Перемоги 1

## Історія
Центр військово-музичного мистецтва Повітряних Сил Збройних Сил України був створений 1 листопада 2005 року згідно з вимогами Директиви Міністра оборони України від 10.04.2005 року . До складу Центру увійшли військовий оркестр Командування Повітряних Сил України та ансамбль пісні і танцю «Крила країни». Першим начальником центру було призначено заслуженого артиста України підполковника Валерія Новосада.
Центр військово-музичного мистецтва Повітряних Сил України сформовано 1 липня 2006 року на базі оркестру Повітряних Сил Збройних Сил України в м. Вінниця. За сім років існування колектив неодноразово брав участь у фестивалях як в Україні, так і за її межами, гідно представляючи нашу державу у містах Німеччини та Франції. Жителі міст Гавр, Камбрей, Понта-Муссон, Гессен, Бадемс, захоплено слухали і стоячи тепло аплодували нашим військовим виконавцям в усіх без винятку закордонних гастролях. Тільки 2006 року оркестр виступав у дев'ятнадцяти містах Німеччини.
Оркестр — лауреат фестивалю військових духових оркестрів "Сурми Конституції " (м. Суми) він бажаний гість у військових гарнізонах Повітряних Сил Збройних Сил України постійно виступає на провідних концертних площадках України.
Артисти на високому професійному рівні гідно виконують завдання щодо естетичного, культурного та військово-театралізованого виховання особового складу Збройних Сил України та жителів України.
Центр є військовим закладом культури Повітряних Сил Збройних Сил України та покликаний засобами вокального, музичного, хореографічного мистецтва і художнім словом сприяти активному військово-патріотичному, національно-ідейному, культурному та естетичному вихованню особового складу, підвищенню його морально-психологічного стану, відродженню української національної культури.
За час свого існування Центром проведено велику кількість концертів та урочистостей у військових частинах Повітряних Сил та поза структурою Збройних Сил України. Військові артисти з великим успіхом виступали на міжнародних та всеукраїнських фестивалях, за що неодноразово заохочувались відзнаками та нагородами керівництва держави та Збройних Сил, а солісту Центру прапорщику Ігорю Терентюку було присвоєно почесне звання Заслуженого артиста України.
У складі Центру функціонують два великих творчих колективи, кожен з яких має свою багату творчу  біографію.

## Військовий оркестр
Формування колективу відбулося в листопаді 1997 року у місті Вінниці на базі Командування Військово-Повітряних Сил України. Концертна та службова діяльність оркестру полягає у забезпеченні офіційних церемоніалів на державному рівні, урочистих заходах у частинах Повітряних Сил, а також у місті Вінниці та Вінницькій області, участь у військових парадах, представленні кращих зразків українського мистецтва на міжнародних та всеукраїнських фестивалях.
За роки свого існування колектив неодноразово брав участь у фестивалях як в Україні, так і за її межами, представляючи нашу країну у містах Німеччини, Франції, Лівії. Військові музиканти — лауреати всеукраїнських фестивалів «Сурми України» та «Сурми Поділля». Начальником оркестру з 2011 року призначено майора Шкуропата Олега Анатолійовича.

## Ансамбль пісні й танцю
У лютому 1965 року на базі 43-ї ракетної армії було сформовано концертний ансамбль «На варті Батьківщини», який у 1994 році підпорядкувався командуванню Військово-Повітряних Сил України. З тих пір головними концертними майданчиками для колективу стали авіаційні частини та авіагарнізони. У грудні 2004 року в ході реформування нашого війська ансамбль став творчою візитівкою Повітряних Сил Збройних Сил України.
Протягом своєї творчої діяльності колектив підготував велику кількість різнопланових концертних програм, з якими виступав на головній сцені нашої столиці — в Національному палаці «Україна», на імпровізованих майданчиках у найвіддаленіших гарнізонах Повітряних Сил (гора Ай-Петрі), а також глядацьких залах сіл і міст України. У складі ансамблю вокальна та балетна групи, а також малі концертні форми: фольклорна група, чоловічий квінтет, дует братів-Олімчуків.
Очолює ансамбль пісні і танцю майор Ковтун Ігор Олексійович.

## Керівництво
Начальник центру Повітряних Сил Збройних Сил України
- підполковник Михайло Гривас
- майор Ігор Ковтун